# Wenatchee Mountains
Wenatchee Mountains je pohoří v centrální části státu Washington, na severozápadě Spojených států amerických. Rozkládá se podél hranice krajů Chelan County a Kittitas County.
Horské pásmo je součástí Kaskádového pohoří. Nejvyšší horou Wenatchee Mountains je Mount Stuart (2 870 m).
Pohoří leží okolo stovky kilometrů východně od Seattlu. Rozkládá se mezi řekami Skykomish River na severu, Columbia na východě a Yakima River na jihu.